# Múcura
(Isla) Múcura is een Colombiaans eiland, gelegen in de golf van Morrosquillo, onderdeel van de Caraïbische Zee, dat deel uitmaakt van de San Bernardoarchipel. Administratief behoort het 26 hectare grote eilandje tot het departement Sucre.
Het eiland is vrijwel niet bewoond; een kleine groep oorspronkelijke bewoners woont er en leeft van de visvangst en er bevindt zich een luxe hotel op het eiland. Múcura is te bereiken vanaf het ongeveer 50 km naar het noordoosten gelegen Cartagena de Indias of vanuit de Colombiaanse havenstad Tolú.

## Flora en fauna
Múcura, dat een zoetwaterbron herbergt, kent een aantal palmbomensoorten en mangrovebomen. De onderwaterfauna van Isla Múcura wordt gekenmerkt door tropische vissen, koralen en sponzen. Rondom het eiland bevinden zich duiklocaties die relatief onaangetast zijn door de afwezigheid van grootschalige scheepvaart in dit deel van de Caraïbische Zee.

## Múcura in de media
Múcura is op twee manieren bekend geworden in de media. In juni en juli 2012 huurde een Colombiaanse drugsbaron, alias "Fritanga", het hele eiland af voor zijn huwelijksfeest met ruim tweehonderd gasten. Op de laatste dag echter kwamen de Colombiaanse politie en leger aan land en arresteerde Fritanga om hem uit te leveren aan de Verenigde Staten. Het zesdaagse feest, waar bekende Colombiaanse artiesten als Silvestre Dangond optraden, was hiermee afgesloten. Het eiland kende reeds een historie van privébezit door drugsbaronnen.
Bovendien werd in 2012 op het eiland de Colombiaanse film El Paseo 2 opgenomen.

## Afbeeldingen

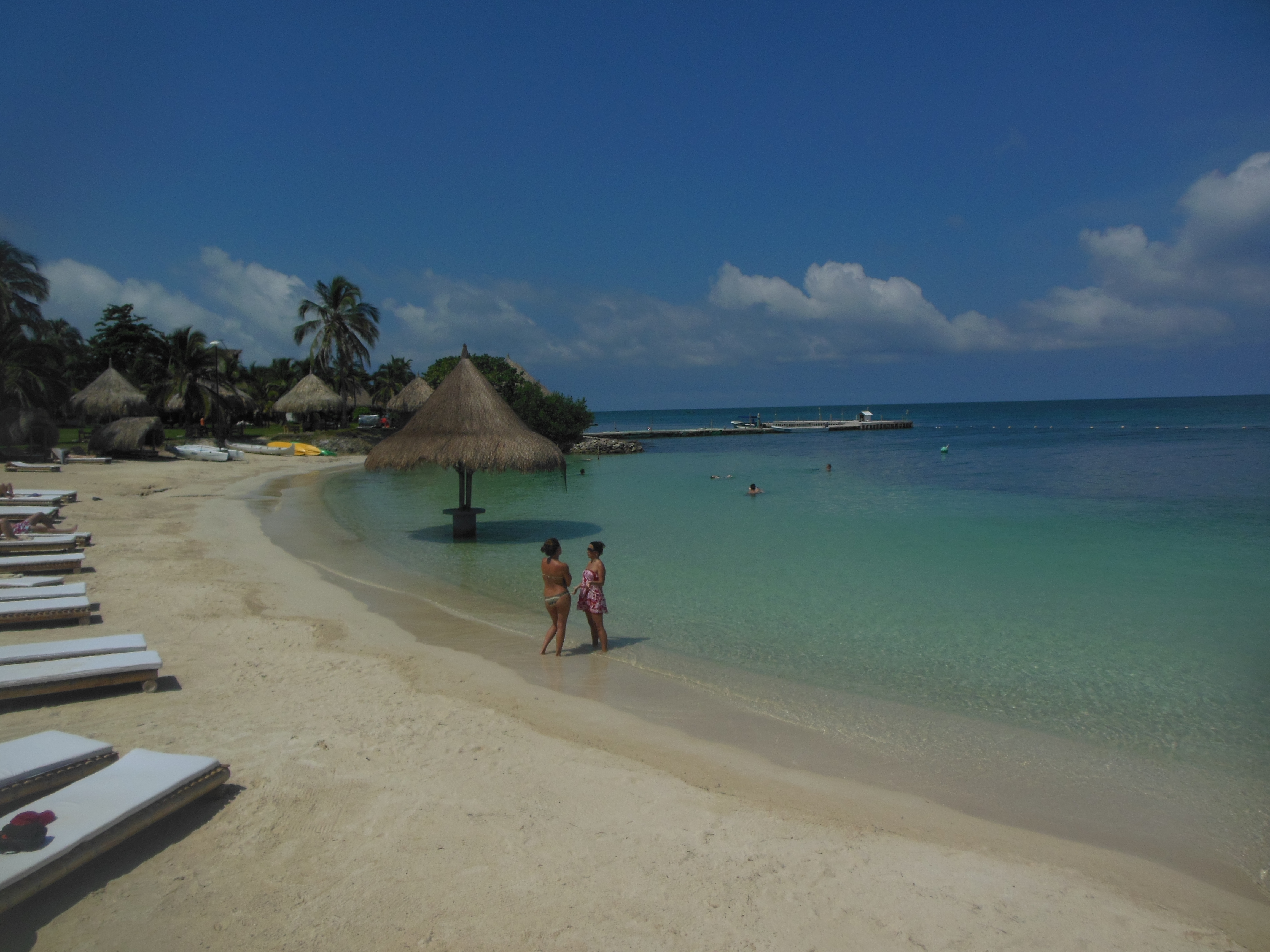
Strand van Múcura